# Bagnolo del Salento
Bagnolo del Salento község (comune) Olaszország Puglia régiójában, Lecce megyében.

## Fekvése
A Salentói-félsziget déli részén fekszik, Otrantótól nyugatra.

## Története
A település neve a latin balneolum-ból származik, amelynek jelentése termálvíz, utalva a vidéken feltörő forrásokra. Az itt talált menhírek tanúsága szerint a vidéket már a bronzkorban lakták. A legnagyobb 30x45 cm alaprajzú, 4,16 m magas. A rómaiak thermákat építettek, köszönhetően a bővízű forrásoknak. Néhány évszázadnyi elnéptelenedés után a 14. században népesült be ismét. Nemesi családok birtokolták egészen a 19. század elejéig, amikor a Nápolyi Királyságban felszámolták a feudalizmust. 

## Népessége
A lakosság számának alakulása:

## Főbb látnivalói
- San Giorgio-templom - 16. században épült